# Província de Caltanissetta
La província de Caltanissetta  (sicilià Pruvincia di Caltanissetta) és una província forma part de la regió de Sicília dins Itàlia. La seva capital és Caltanissetta.
Limita al nord amb la ciutat metropolitana de Palerm, a l'est amb la província d'Enna, la ciutat metropolitana de Catània i la província de Ragusa, i a l'oest amb la província d'Agrigent. Consta de 22 municipis.
Té una àrea de 2.138,37 km², i una població total de 270.519 hab. (2016).

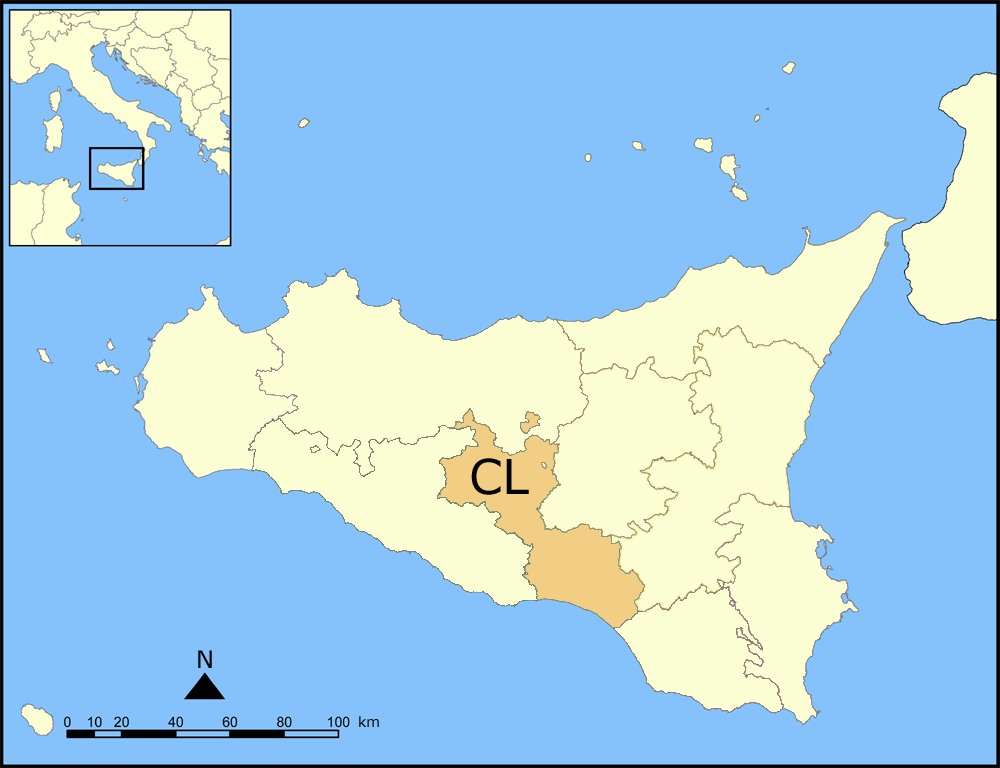
Ubicació de la Província de Caltanissetta dins de Sicília

## Municipis més poblats
| Pos. | Municipi                  | Habitants |
| ---- | ------------------------- | --------- |
| 1    | Gela                      | 77.051    |
| 2    | Caltanissetta             | 60.182    |
| 3    | Niscemi                   | 26.475    |
| 4    | San Cataldo               | 23.784    |
| 5    | Mazzarino                 | 12.096    |
| 6    | Riesi                     | 11.365    |
| 7    | Mussomeli                 | 11.194    |
| 8    | Sommatino                 | 7.423     |
| 9    | Serradifalco              | 6.445     |
| 10   | Santa Caterina Villarmosa | 5.778     |
| 11   | Butera                    | 5.027     |
| 12   | Delia                     | 4.594     |
| 13   | Vallelunga Pratameno      | 3.746     |
| 14   | Campofranco               | 3.323     |
| 15   | Milena                    | 3.250     |
| 16   | Resuttano                 | 2.261     |
| 17   | Marianopoli               | 2.114     |
| 18   | Villalba                  | 1.767     |
| 19   | Montedoro                 | 1.675     |
| 20   | Sutera                    | 1.531     |
| 21   | Acquaviva Platani         | 1.054     |
| 22   | Bompensiere               | 630       |

## Galeria d'imatges

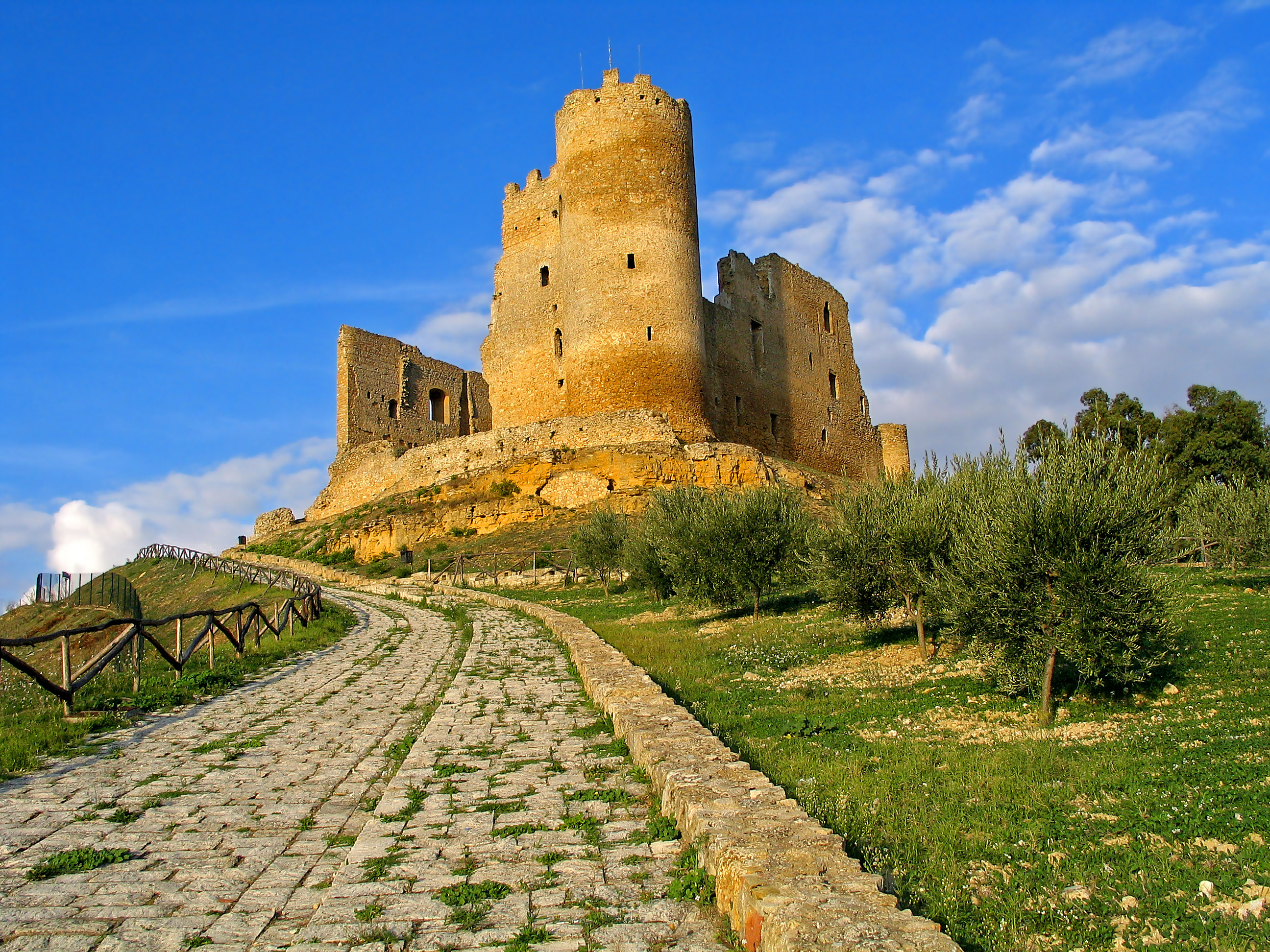
Castell de Mazzarino
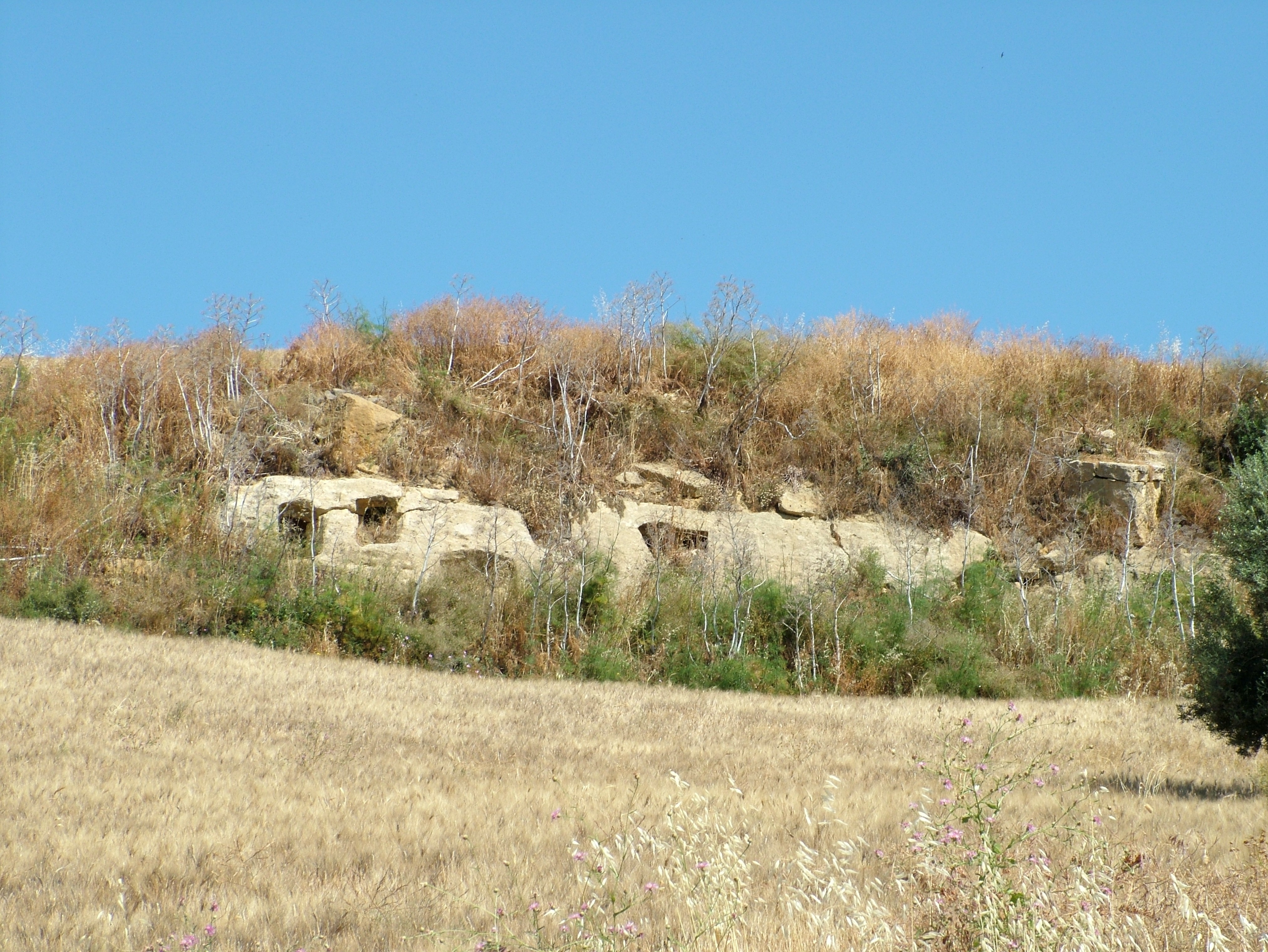
Restes a Sabucina
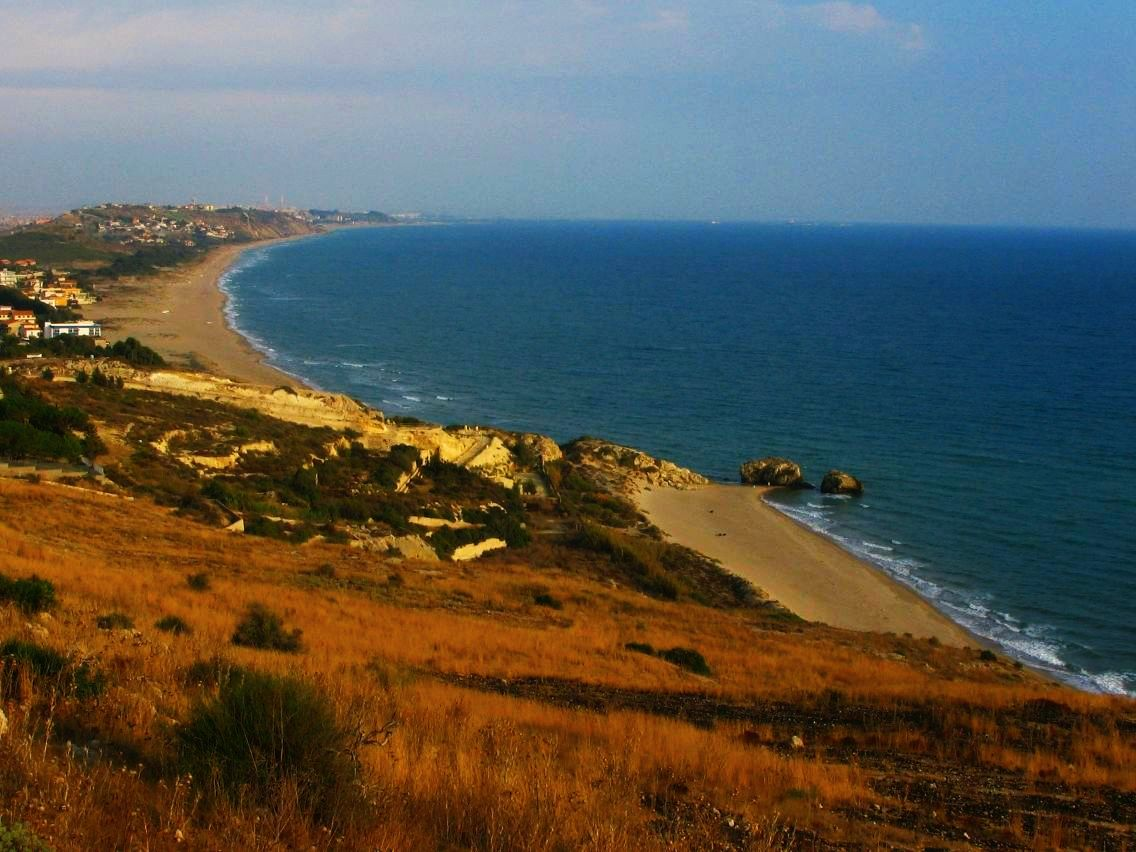
Costa de Gela